# ويلهلم تنتر
ويلهلم تنتر (بالألمانية: Wilhelm Tinter ) (و. 1839 – 1912 م) هو عالم فلك، وأستاذ جامعي من النمسا .
توفي في فيينا، عن عمر يناهز 73 عاماً.

## مناصب
تولى منصب عميد .